# نامه دوم به تسالونیکیان
معرفی نامهٔ دوّم پولُس رسول به تسالونیکیان
تداوم ابهامی که دربارهٔ بازگشت مسیح در کلیسای تِسالونیکی وجود داشت، سبب ایجاد مشکلات جدّی شده بود. پولُس در نامهٔ دوّم خود به تِسالونیکیان بیان می‌دارد که پیش از بازگشت مسیح، شرارت و پلیدی، تحت رهبری شخصیتی اسرارآمیز که «مرد بی‌دین» خوانده شده‌است، به اوج خواهد رسید. او به ضدیّت با مسیح برخواهد خاست، امّا مسیح به‌هنگام بازگشت خود، با نَفَس دهانش او را هلاک خواهد کرد.
پولُس به تأکید از مؤمنان تِسالونیکی می‌خواهد که با وجود مشکلات و سختی‌ها، در ایمان خود استوار بمانند و برای امرار معاش، همچون پولُس و همکارانش کار کنند، و به نیکوکاری ادامه دهند.

## تقسیم‌بندی کلّی
۱ - مقدمه (فصل ۱)
۲ - تعلیم دربارهٔ بازگشت مسیح (فصل ۲)
۳ - اندرز دربارهٔ رفتار و مَنِش مسیحی (۳:۱-۱۵)
۴ - بخش پایانی (۳:۱۶-۱۸)